# Sobrenome carbonato
Carbonato é um sobrenome de origem italiana. Está documentado em registros civis e eclesiásticos desde o século XIX, principalmente em regiões do norte da Itália, como Lombardia e Piemonte. No Brasil, sua presença está ligada à imigração italiana ocorrida entre os séculos XIX e XX.

## Origem
A etimologia do sobrenome Carbonato pode estar relacionada à palavra italiana carbone, que significa carvão. Isso pode indicar uma ligação com famílias que trabalhavam com carvão vegetal, mineração ou comércio de combustíveis, o que era comum em várias regiões do norte da Itália. Também existe a possibilidade de ser uma variação de outros sobrenomes italianos semelhantes, como Carboni ou Carbonatto.

## Imigração para o Brasil
Durante os fluxos migratórios do final do século XIX, diversas famílias com o sobrenome Carbonato estabeleceram-se no Brasil, especialmente nos estados do Sul e Sudeste. Os registros de entrada podem ser encontrados em documentos de imigração e livros de batismo e casamento em comunidades de colonização italiana.

## Distribuição
Atualmente, o sobrenome é considerado relativamente raro, com concentrações maiores na Itália, Brasil e em alguns países com presença de descendentes de italianos, como Argentina e Estados Unidos.

## Variantes
Carboni
Carbonatto
Carbonaro Carbonari